# Löwenjagd-Stele
Die Löwenjagd-Stele ist die älteste bekannte Stele aus Mesopotamien. Sie wurde am Fundort Warka gefunden, ist etwa 80 cm hoch, aus Basalt gefertigt und datiert in die ausgehende Uruk-Zeit, um 3000 v. Chr. Heute befindet sie sich in Bagdad im Irakischen Nationalmuseum.
Das Werk wurde aus einem nur grob zugehauenen Steinblock hergestellt. Aus diesem wurde an einer Seite ein Relief mit zwei Löwenjagdszenen herausgearbeitet. In der oberen greift der Jäger einen aufgerichteten Löwen mit einer Lanze an, in der unteren ist er mit Pfeil und Bogen bewaffnet. Links hinter dem Jäger ist ein weiteres Tier dargestellt, jedoch nur in Teilen erhalten, das eben so wie das von ihm bejagte bereits von Pfeilen getroffen ist.
Die Männer sind jeweils mit einem Bart und vollem Haar dargestellt, das am Kopf von einem Stirnreif zusammengehalten wird. Sie tragen einen Rock mit einem dicken Wulst im Taillenbereich. Parallele Darstellungen finden sich auf Rollsiegeln sowie der Vase von Warka, wo diese Figur als EN (Priesterfürst) bezeichnet wird.